# Aquelarre

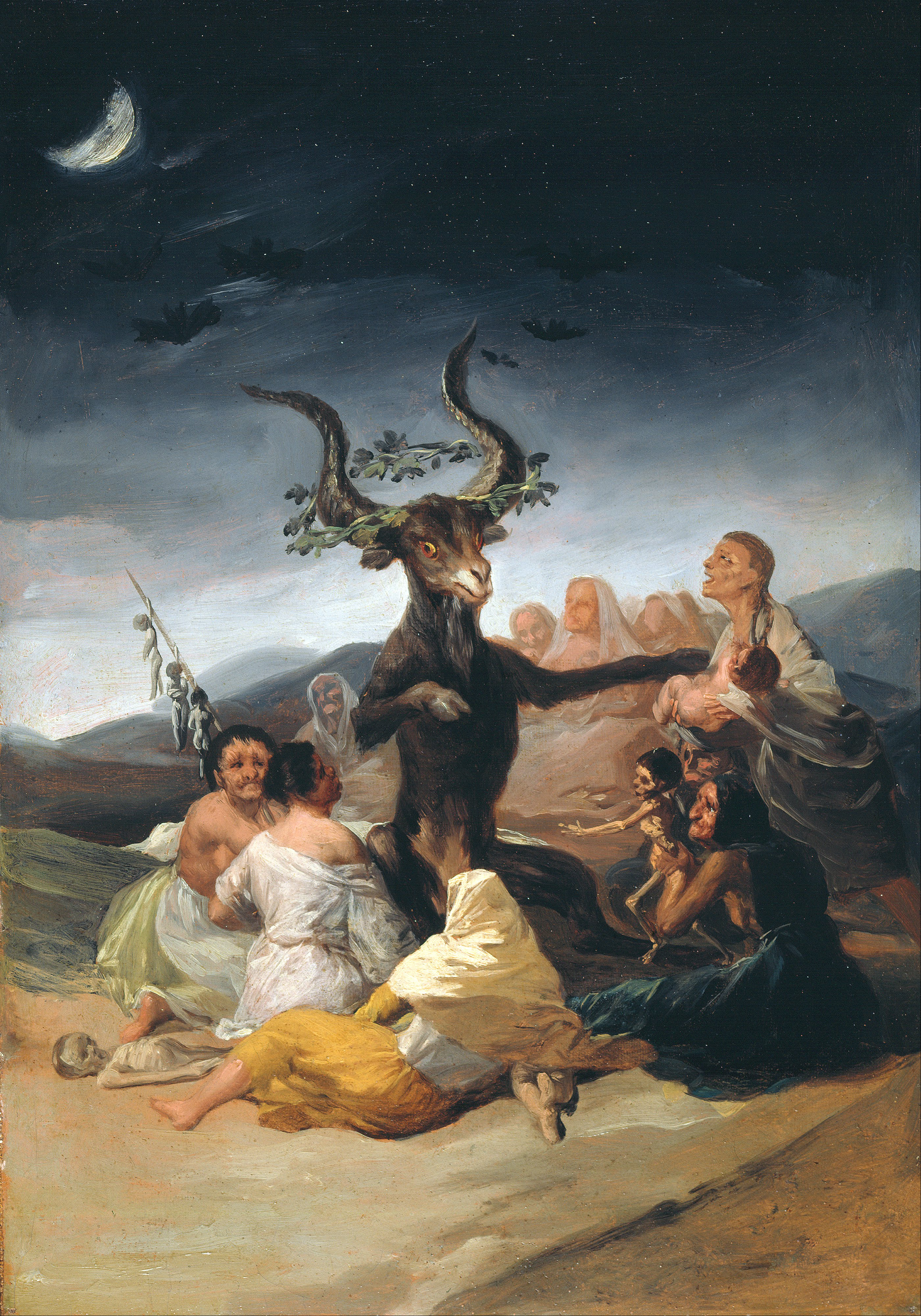
El Aquelarre, cuadro de Francisco de Goya (Museo Lázaro Galdiano, Madrid). "El cuadro queda dominado por la figura de un gran buco bobalicón y cornudo, que bajo la luz de la luna avanza sus patas delanteras en gesto tranquilo y mirada ambigua para recibir de dos brujas la ofrenda de niños que tanto le agradan... Ello evoca la descripción recogida por Mongastón [del proceso de las Brujas de Zugarramurdi de 1610] que refiere cómo dos hermanas, María Presona y María Joanato, mataron a sus hijos por dar contento al demonio, que recibió agradecido el ofrecimiento... También vemos a media docena de niños, varios de ellos ya chupados, esqueléticos y a otros colgados de un palo".

El aquelarre (del euskera akelarre; propiamente: 'prado del macho cabrío') o sabbat  es la forma genérica de denominar a la agrupación o reunión de brujas para la realización de rituales y hechizos, bien como creencia religiosa precristiana o neopagana, o bien aceptado en escritos cristianos como actos de invocación y adoración a Lucifer. Este término tiene su origen en la palabra vasca «akelarre», que significa "prado del macho cabrío". También se emplea ampliamente en las obras de ficción y fantasía para definir a los clanes o grupos brujescos que se juntan para efectuar ceremonias mágicas y encantamientos, tanto benévolos como maléficos.
Tanto el diccionario de Espasa como el de Santillana, así como la enciclopedia Larousse, definen la palabra simplemente como una congregación de brujas y brujos, mientras que el Diccionario de la lengua española acepta únicamente el término como reunión nocturna de brujas y brujos presidida por Satanás, que generalmente se presenta en forma de macho cabrío, acepción coincidente con la veneración diabólica aportada desde el cristianismo. Si bien miles de personas fueron ajusticiadas bajo la acusación de haber participado en estos encuentros luciferinos, solo han llegado hasta nosotros las actas acusatorias; no han sobrevivido pruebas de que estas reuniones realmente se hayan realizado. No obstante, y de seguir con la teoría que insiste en la veracidad de este tipo de sabbats o aquelarres, su época de apogeo parece haber tenido lugar entre fines de la Edad Media hasta el siglo XVIII.
A partir del siglo XIX, muchas brujas, médiums y sacerdotisas emplearon la palabra coven (en español: "cofradía de brujas") para organizar sus encuentros en vez de aquelarre. Se suponía que la palabra coven era una palabra mágica que potenciaba las reuniones y protegía a sus miembros. Según grimorios de la época, esta palabra fue dada a las brujas por un ser mágico que se comunicaba con Sarah Stewart Watson. Luego, estos textos y libros de alta magia pasarían a manos de Gerald Gardner, quien fundaría la wicca en el siglo XX. Fueron seguidores de Gardner quienes volvieron a utilizarla, sacándola del olvido para exponerla como palabra clave de la wicca moderna.[cita requerida]

## Etimología e historia
El origen del término sabbat para describir una reunión de brujas se relaciona con el viejo prejuicio antijudío. Como la religión judía santifica el sabbat como día de descanso obligatorio, algunos gobernantes cristianos de la Edad Media buscaron relacionar el descanso prescrito por la religión judía con la actividad satánica y brujeril, asociando de forma peyorativa el judaísmo con prácticas demoníacas y acusando a los judíos de ser adoradores del diablo. Por ello se decía que el sabbat se celebraba en la noche del viernes al sábado, en consonancia con el principio del sabbat judío, que comienza con la aparición de la primera estrella en el firmamento vespertino del viernes.

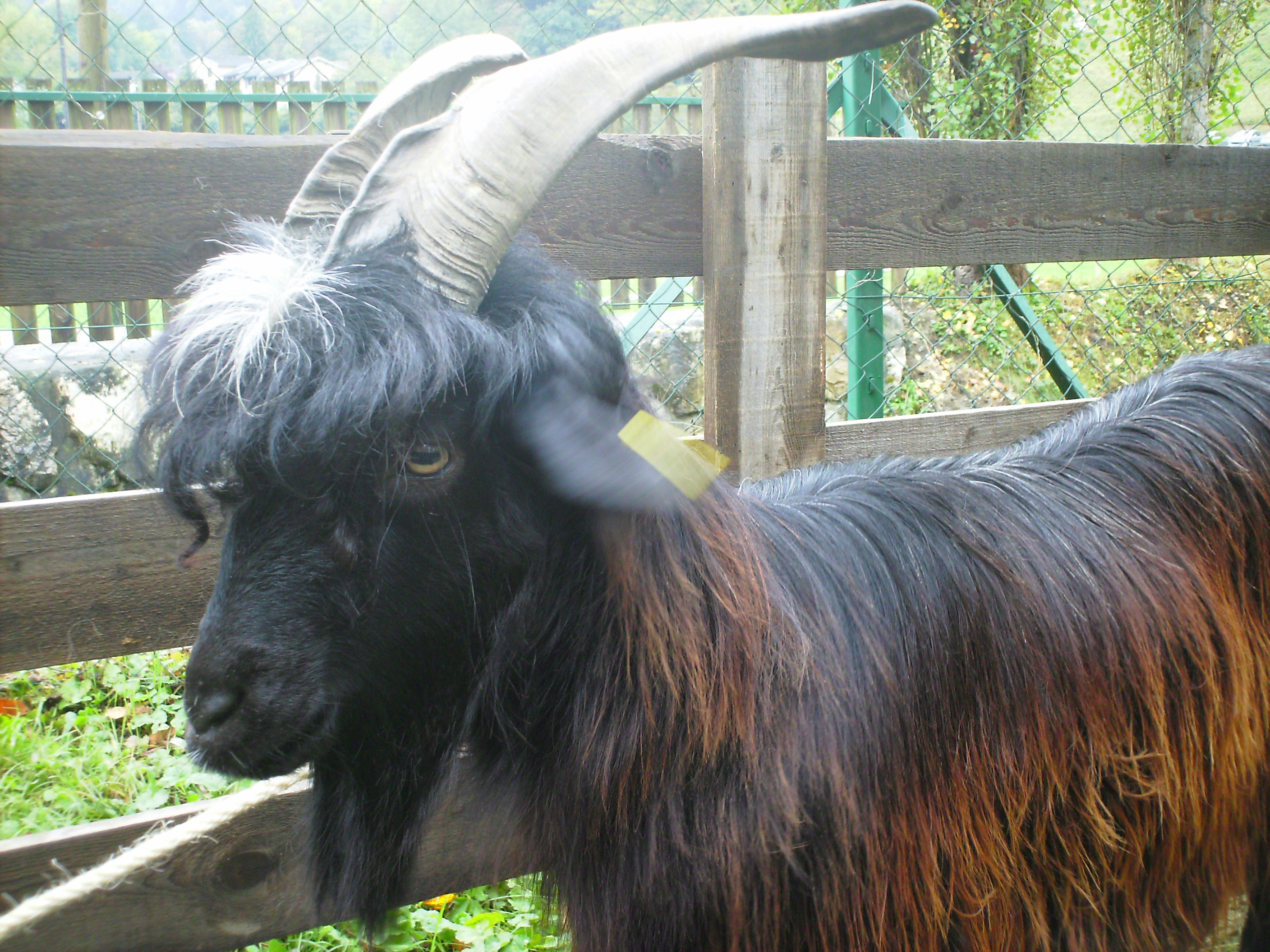
Macho cabrío negro de los Pirineos o Akerbeltz.

Por su parte, aquelarre tiene un origen incierto. Normalmente se ha derivado de la voz vasca akelarre (del euskera aker = "macho cabrío" y larre = "prado"), que significa "prado del macho cabrío" (ya que se estimaba que el Diablo se hacía presente en medio de las brujas bajo esta forma); es el lugar donde las brujas (sorginak en euskera) celebran sus reuniones y sus rituales (aunque la palabra viene del euskera, se ha asimilado en castellano, y por extensión se refiere a cualquier reunión de brujas y brujos).
Es interesante destacar que Anna Armengol, de la Universidad Autónoma de Barcelona, en su estudio de la brujería, indica sobre el origen de la palabra que: "Por lo que respecta al origen de la palabra aquelarre, la hipótesis de Mikel Azurmendi de que no es una palabra vasca, sino una construcción culta emanada del lenguaje jurídico culto, ha sido corroborada recientemente por Henningsen. Este afirma que se trata de una construcción erudita de principios del siglo XVII. Incluso precisa la creación de dicho término datándola entre el 14 de febrero de 1609, en que el Tribunal de Logroño recibe un nuevo grupo de presos de Zugarramurdi, y el 22 de mayo del mismo año, en que la palabra aparece por primera vez. Ha sido posible detectar como probable “inventor” de la palabra al inquisidor Juan del Valle Albarado".
Antropológicamente, los aquelarres eran reminiscencias de ritos paganos (ver bacantes, Neodruidismo y culto céltico) que se celebraban de forma clandestina al no estar admitidos por las autoridades religiosas de su época. La prohibición de estas prácticas mágicas se encuentra ya en la Ley de las XII Tablas (Tabula VIII). En la época de Sila se promulgó la Lex Cornelia de Sicariis et Veneficiis, que insiste en esta prohibición.
Es frecuente el uso de diversas sustancias para alcanzar el éxtasis durante el rito. Como no se pueden calibrar con exactitud las dosis, es muy peligroso administrarlas por vía oral cuando una cantidad letal está muy cercana a la dosis de uso. Por ello algunas sustancias se aplicaron en forma de ungüento por vía vaginal o rectal, lo que podría haber dado origen a algunas leyendas sobre el carácter sexual de las reuniones de brujas o el uso de calderos para la preparación de algunas de las sustancias. La aplicación de una de las sustancias sobre la vagina con una especie de consolador pudo dar origen a la imagen que representa a las brujas con un palo entre las piernas o bien una escoba. Por otro lado, muchos sapos son venenosos por contacto y su piel puede ser alucinógena, por ello también forman parte de la imaginería vinculada al mundo de la brujería. Algo similar sucede con algunas setas venenosas, como Amanita muscaria.

## Etapas de un aquelarre satánico

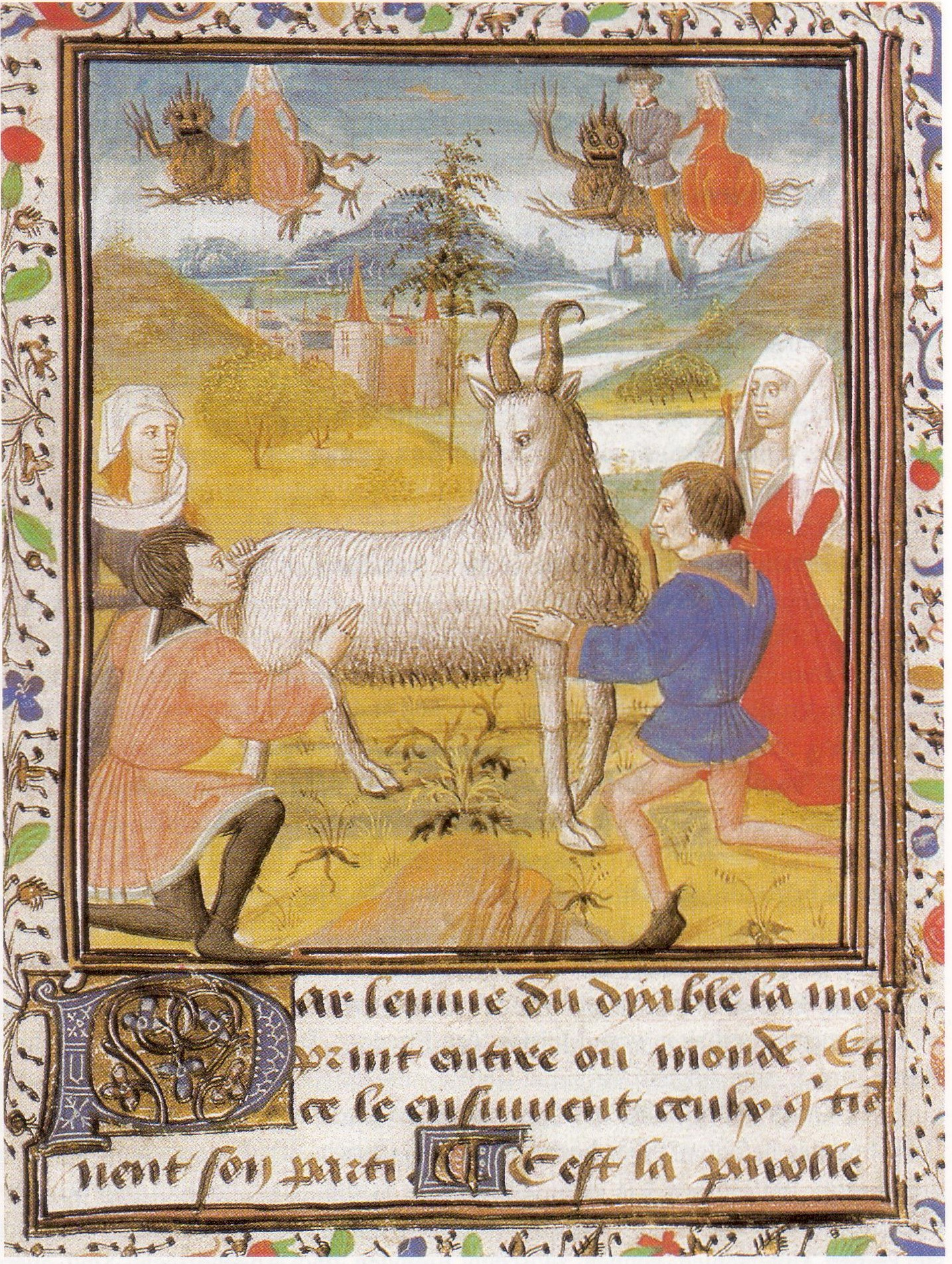
Una de las primeras representaciones del sabbat. Miniatura del

El antropólogo español Carmelo Lisón Tolosana toma como ejemplo el caso de las Brujas de Zugarramurdi para explicar las etapas del aquelarre, a partir la relación del proceso inquisitorial publicada en Logroño a principios de 1611, pocos meses después de realizarse el auto de fe en el que seis brujas fueron quemadas vivas.
Según lo que creyeron averiguar los inquisidores, en Zugarramurdi el aquelarre tenía lugar en el prado berroscoberro, que estaba a poca distancia de la aldea —en el país vasco-navarro los inquisidores que recorrieron la zona señalaron la existencia de cuarenta y seis lugares donde supuestamente se celebraban aquelarres—.

### La convocatoria
Según la relación inquisitorial, la asistencia al aquelarre era obligatoria para todos los brujos y brujas —según se cuenta en ella, una bruja fue azotada y maltratada por no haber acudido a uno de ellos—. En Zugarramurdi se celebraba tres veces por semana, los lunes, miércoles y viernes después de las nueve de la noche. El sapo que tenía y cuidaba cada brujo y bruja —incluso alimentándolo con su propio pecho— era el que les avisaba y a continuación se untaban con un agua verdinegra y repugnante obtenida del sapo —para conseguirla azotaban al sapo con una varilla y una vez que estaba bien hinchado lo apretaban con el pie contra el suelo hasta que vomitaba el agua hedionda, que cuidadosamente recogían y guardaban—. Mientras se untaban recitaban esta fórmula: "Señor, en tu nombre me unto; de aquí en adelante yo he ser una misma cosa contigo, yo he de ser demonio", y gracias al ungüento podían salir volando por ventanas, agujeros o grietas que abre el demonio. En el viaje por el aire la bruja normalmente lleva el sapo en el lado izquierdo, aunque a veces van andando siguiendo al sapo.
En otras zonas los mecanismos más usuales para convocar el aquelarre eran una campana que solo oían los adeptos y un escozor en la llamada marca del Diablo, que el brujo ocultaba y que los inquisidores utilizaban como prueba en los juicios por brujería.

### El homenaje al diablo
Según la relación del proceso de Zugarramurdi, en cuanto llegaban las brujas al lugar del aquelarre, adoraban al diablo postrándose de rodillas ante él y besándole en sus partes pudendas. Después se mezclaban entre ellos y comenzaban a danzar. "Pero pronto comienzan sus escapadas para asustar a pasajeros nocturnos, a pastores, marineros, molineros, amigos y enemigos, para romper platos en las cocinas y tejas en las casas, destruir granos, frutos y ganado, y también para causar muertes especialmente de niños". Por otro lado, si a algún brujo o bruja se le escapaba el nombre de Jesús, el aquelarre se desvanecía, por lo que en la próxima reunión era severamente castigado.
En otras zonas el homenaje al demonio va acompañado de ofrendas, aunque estas no siempre tienen un carácter siniestro, sino que pueden ser simplemente objetos producto de un robo o la prueba de que se ha cometido un acto ilícito a ojos de la ley divina. Los primeros en ofrecer estos votos son los brujos de mayor jerarquía; los últimos los brujos novicios o recién iniciados. A estos se les coloca la marca que distingue a un brujo en una parte recóndita del cuerpo y pasan desde ese momento a ser miembros plenos de la cofradía. En cuanto al baile, en otras zonas los asistentes se abandonan a una danza que comienza con movimientos organizados; pueden danzar en círculo, unidos por los hombros, o formando el uróboros, la serpiente que se muerde la cola. Poco a poco, la danza pierde unidad y se va transformando en una sucesión frenética de sacudidas.

### La misa negra y la orgía
Según lo que creyeron averiguar los inquisidores del caso de Zugarramurdi, en algunas noches señaladas como la víspera de Reyes, de la Ascensión, del Corpus Christi, de Todos los Santos, de la Asunción de la Virgen o de San Juan se celebraba un ritual especial, que constaba de dos partes. En la primera los brujos y brujas se confesaban ante el demonio y se acusaban de haber entrado en una iglesia, de haber oído misa y de los males que habían podido hacer y no habían causado. La segunda era la misa sacrílega o misa negra, celebrada por el demonio revestido con ornamentos negros, feos y sucios. Durante la misma se seguían los mismos pasos que en la misa cristiana. Tras el sermón en el que el demonio exhortaba a los brujos y brujas a hacer el mal, prometiéndoles a cambio el paraíso, los "feligreses" uno por uno se acercaban al demonio y se arrodillaban ante él besándole la mano izquierda, los pechos, los genitales y el ano (el llamado osculum infame).
Según las confesiones de los supuestos brujos y brujas, cuando llegaba el momento de la consagración el demonio alzaba algo parecido a una suela de zapato donde estaba su figura y decía Esto es mi cuerpo y a continuación un cáliz de madera, negro y feo, mientras los brujos lo adoraban arrodillados. Después los brujos y brujas se acercaban al "altar", que estaba cubierto con un viejo paño negro, feo y deslucido y comían y bebían lo que el oficiante había "consagrado". Hasta aquí la misa negra había sido una réplica exacta de la misa cristiana, pero el final era completamente diferente. El demonio copulaba con las brujas y sodomizaba a los brujos y después comenzaba la orgía, en la que volvía a participar el diablo. "Brujos y brujas se mezclan sexualmente y aparean unos con otros en total promiscuidad, sin consideraciones de sexo ni grados de parentesco".
Para algunos inquisidores, la razón última del sabbat era precisamente el emparejamiento sexual con el Diablo y el de los brujos entre sí. Cuanto más repugnante y ofensivo fuera el acto sexual, más favorable era a los ojos de Satanás, concluían.

### El banquete

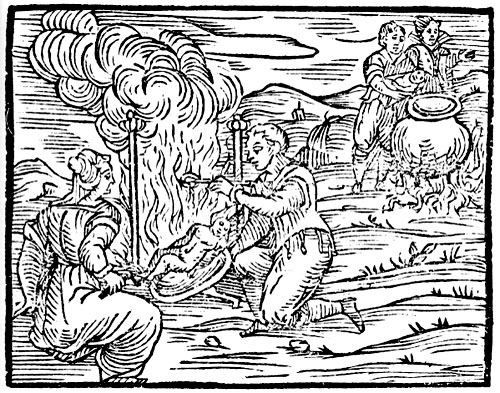
Grabado del Compendium maleficarum, de Francesco Maria Guazzo, que representa a unos brujos y brujas preparando el banquete del aquelarre.

Según la relación publicada en 1611 sobre el proceso de Zugarramurdi, durante el aquelarre los brujos y brujas celebraban un "banquete" en el que comían cadáveres de brujos fallecidos recientemente o de víctimas de sus actos maléficos, especialmente niños, que desenterraban de las sepulturas acompañados del demonio y de sus criados. "Allí mismo y sobre la sepultura les sacan las tripas y los descuartizan; cubren la sepultura para que no se advierta la profanación y se ponen en camino de vuelta al aquelarre con gran regocijo y contento, llevando los padres los cadáveres de los hijos o los hijos a los de sus padres y hermanos y las mujeres a sus maridos. Allí los despedazan y los dividen en tres partes: una la asan, otra la cuecen y la tercera la dejan cruda; puesto todo sobre una mesa de manteles sucios y negros, reparten las viandas los parientes más cercanos, reservando el corazón para el demonio". Algunos de los interrogados por los inquisidores confesaron también que raptaban niños y les chupaban la sangre, mientras el demonio les decía: "Chupa y traga eso, que es bueno para vosotras".
El aquelarre acaba al amanecer cuando suenan las primeras campanadas de la iglesia o con el canto del gallo.

## Lugares donde se realizaban aquelarres
- Zugarramurdi (Navarra)
- Cernégula (Burgos)

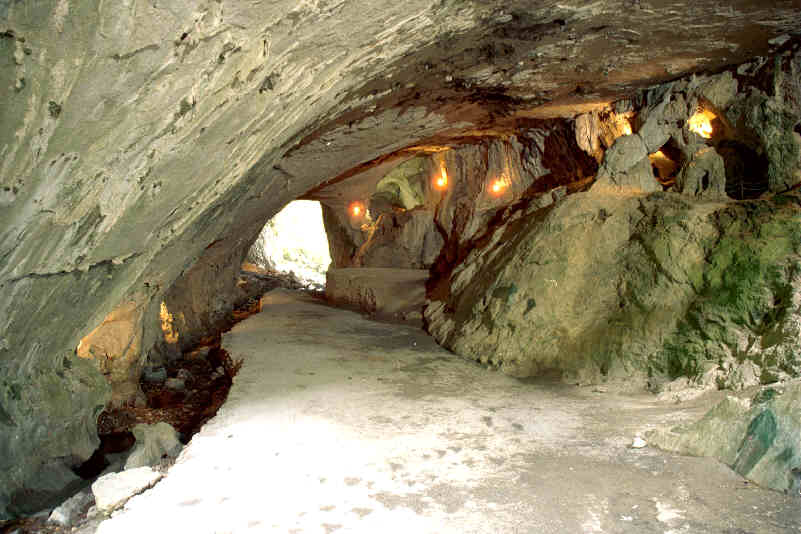
Una de las cuevas de Zugarramurdi donde se reunían las brujas.

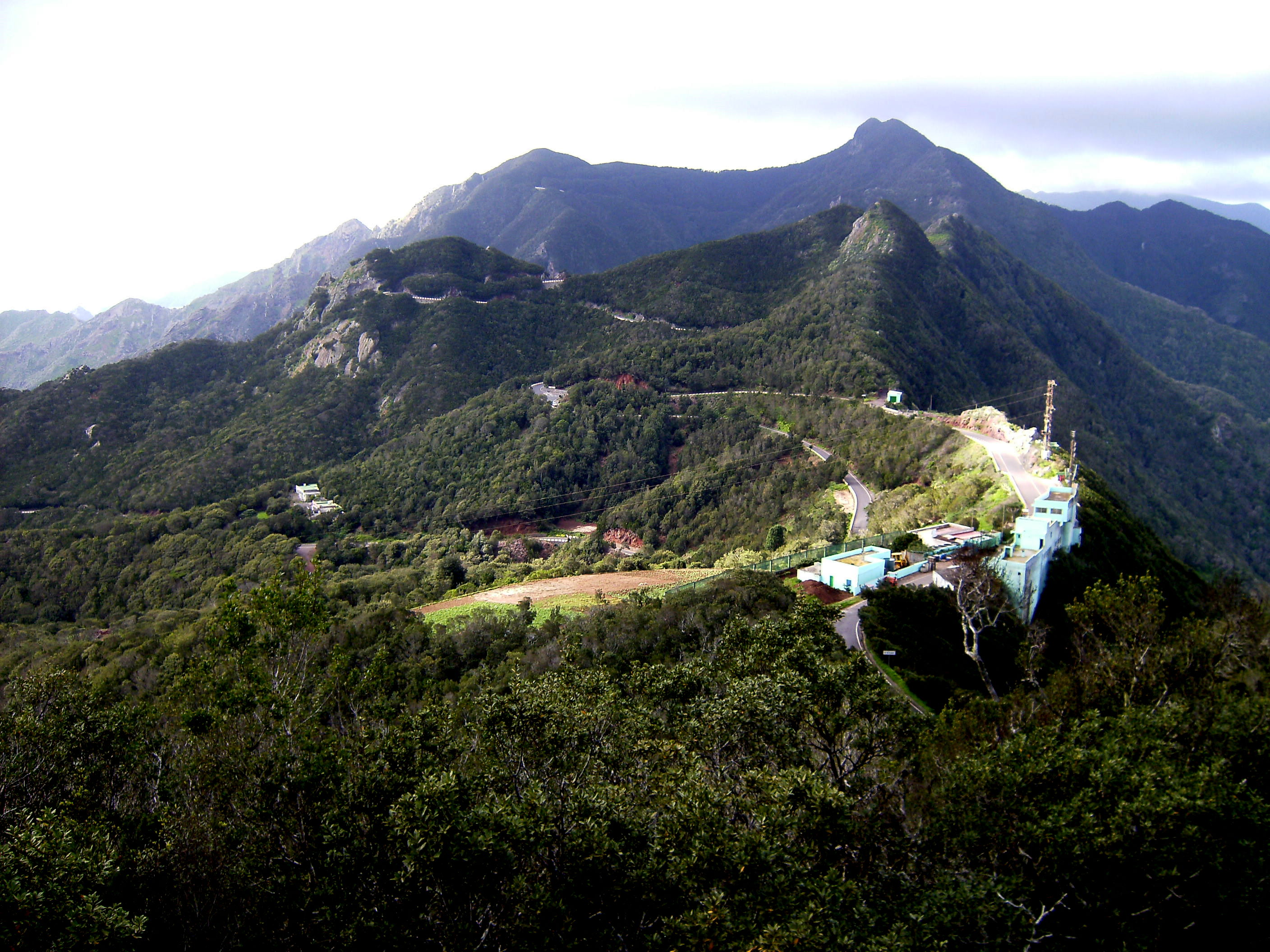
Zona de El Bailadero en el Macizo de Anaga, Tenerife. En este lugar se realizaban aquelarres, según la creencia popular.

- Playa de Coiro (Cangas de Morrazo, Pontevedra)
- Macizo de Anaga (Tenerife, Canarias)
- Cueva de Salamanca (Salamanca)
- Amboto (Álava y Vizcaya, País Vasco)
- Campo de las Varillas (Castro-Urdiales, Cantabria)
- La Veiga'l Palu, Caboalles de Arriba (Laciana, León, Castilla y León)
- Valmaseda (Vizcaya)
- Monasterio de Hermo  (Cangas del Narcea, Asturias)
- Petralanda (Vizcaya)
- Viladrau y Cervera en Cataluña
- Trasmoz y Gallocanta en Aragón
- Llano de Brujas y Alcantarilla en la Región de Murcia.[23][24]
- Baraona (Soria)

### Lugares homólogos en América del Sur
- Salamanca, lugar donde se hacen pactos con el demonio y bacanales con espíritus malignos.

### Coven
En la Wicca se usa la palabra coven en vez de Aquelarre, que ha entrado en desuso. Para las personas wiccanas hay más poder y protección en este término por ser un término mágico, dado a las altas sacerdotisas en el siglo XIX. 
Normalmente el Coven está formado por 13 integrantes que se reúnen para adorar a la diosa madre (a veces conceptualizada como Diana o la luna) y al dios astado. En esta reunión oran, danzan, leen cartas de tarot o runas mágicas y celebran la sagrada tierra. 
Fue gracias a antiguos manuscritos y grimorios que la Wicca de Gerald Gardner recuperó las palabras olvidadas y protegidas de las brujas del siglo  XVIII y XIX. entre ellas la poderosa coven y varios símbolos que más tarde Patricia Crowther llamaría runas brujas en uno de sus libros.
Las personas wiccanas no creen en la existencia del diablo. El dios astado no es una representación del diablo de los cristianos, sino una representación de los elementales masculinos, los dioses solares o el concepto de "la pasión, el frenesí y los desenfrenos de la carne".
En la Wicca se trabaja con energías de la naturaleza y los seres que abundan en ella, como los elementales, criaturas protectoras de los bosques, ríos o montañas. Éstos seres pueden ser benéficos o maléficos en función del modo en que se actúe con ellos, por lo que es importante tener amplios conocimientos de wicca antes de interrelacionar con ellos.

### Otras fuentes
En la Perla de gran precio, un texto extrabíblico de La Iglesia de Jesucristo de los Santos de los Últimos Días, se cita en un versículo lo que parece es un aquelarre: Moisés 5:51 - "Porque desde los días de Caín hubo una combinación secreta, y hacían sus obras en la oscuridad, y conocía cada cual a su hermano". Ya antes se mencionaba en el mismo capítulo que Caín guardaba un secreto de Satanás, algo que se puede entender como que Caín conocía secretos de magia negra.

## En la cultura popular
En la cultura popular, un aquelarre es un grupo o reunión de brujas que realizan hechizos en conjunto. Esta imaginería se remonta a los grabados renacentistas que representan a las brujas y a las tres "hermanas raras" en Macbeth (1606) de Shakespeare. 
En el poema de Robert Burns "Tam o' Shanter" (1791) y en la obra de Goethe Fausto (1832) se representan reuniones orgiásticas de brujas.
Entre las películas que incluyen aquelarres se incluyen El bebé de Rosemary (1968), Crowhaven Farm (1970), Suspiria (1977) y su remake de 2018, Las brujas de Eastwick (1987), Four Rooms (1995), The Craft (1996), Coven (1997), Underworld (2003), Underworld: Evolution (2006), The Covenant (2006), Paranormal Activity 3 (2011), The Witch (2015),  Hereditary (2018) y AKELARRE (2021). 
En televisión, los aquelarres han sido retratados en Estados Unidos en dramas sobrenaturales como Charmed, Witches of East End, The Vampire Diaries, The Originals, The Secret Circle, True Blood, Once Upon a Time, Chilling Adventures of Sabrina y Agatha All Along. La tercera temporada de American Horror Story se titula Coven y se centra en las brujas. La serie animada The Owl House (2020-2023) también se centra en las brujas e interpreta los aquelarres como organizaciones obligatorias de brujas con magia especializada.
En novelas de vampiros como Crónicas vampíricas de Anne Rice y la serie Crepúsculo de Stephenie Meyer, los aquelarres son familias o grupos de vampiros no relacionados que viven juntos.